# Anciens chants monodiques européens
Les anciens chants monodiques européens étaient l'ensemble de plusieurs chants monodiques et notamment régionaux de l'Église, avant que le chant grégorien ne les remplace presque entièrement. Il s'agit des chants gallicans ou futur chant messin, chant ambrosien, chant vieux-romain, chant  bénéventain, chant mozarabe et le reste. La pratique de la plupart des chants fut perdue, à la suite de la centralisation de la liturgie depuis Charlemagne.

## Origines

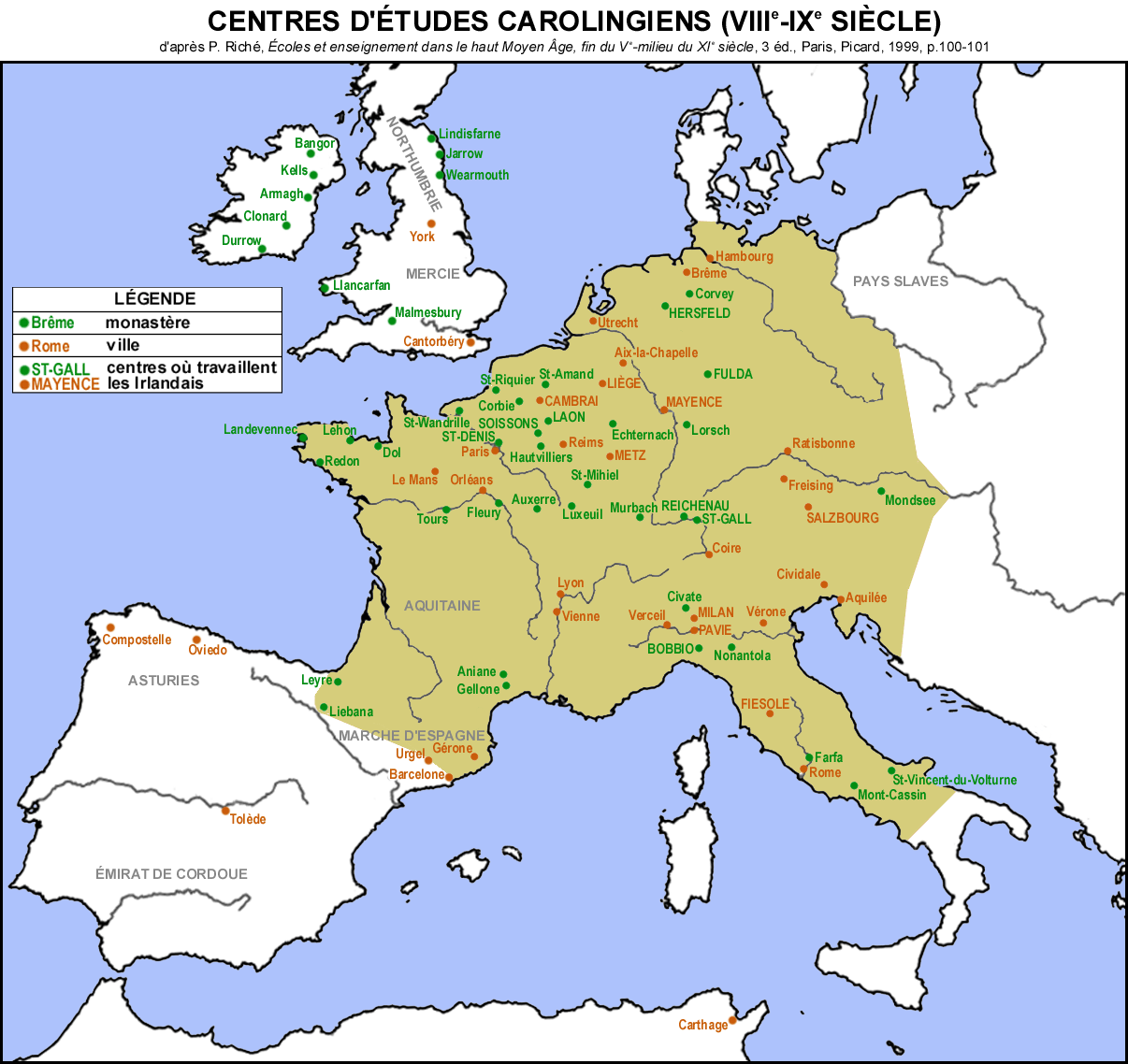
Centres d'études à l'époque de la création du chant grégorien. Il s'agissait des monastères carolingiens, et non à Rome. Ainsi, Alcuin corrigeait les textes liturgiques en latin octroyés par le Saint-Siège, avant l'usage dans l'Empire carolingien,. En fait, leur connaissance était meilleure que celle de Rome.

Durant les premiers trois siècles du christianisme, la tradition musicale des offices dans l'Europe de l'Ouest resta sous influence de la liturgie hébraïque. À savoir, seuls les solistes les assuraient, en chantant les psaumes et cantiques après la lecture. Même au début du IIIe siècle, la structure des offices, y compris la liturgie dominicale, conservait celle du judaïsme, lecture - chant - prière : « On lit les Écritures, on chante des psaumes, on prononce des homélies et on fait des prières (Tertullien, De anima (De l'âme), tome IX, 4). »
Au contraire, pendant ces siècles auprès de l'Église byzantine, le chant liturgique évolua. Ainsi, quelques musicologues attribuent l'hymne Phôs hilaron (Lumen hilare en latin) au IIe siècle. De plus, un certain nombre de chanteurs assistaient ensemble aux offices, vraisemblablement inspirés par la tradition ancienne du théâtre.
Ce mouvement fut adopté et importé en Occident, pour la première fois, par saint Ambroise de Milan au IVe siècle. Saint Augustin d'Hippone était un témoin de cette adoption : « on résolut de chanter des hymnes et des psaumes, selon l'usage de l'Église d'Orient, qui, retenu parmi nous... ». L'évêque de Milan ajouta toutefois quelques modifications. Désormais, chaque diocèse pouvait développer et enrichir les répertoire et manière de chant liturgique. Le phénomène devint dynamique.
1. Les études archéologiques établirent la preuve de l'emplacement de la schola dans les basiliques de Milan, à partir du IVe siècle. Parfois, il s'agissait des deux, un pour la schola des virgines, autre pour celle des clercs. Cela suggère l'influence de la tradition byzantine, le double chœur pour l'alternance[eg34 2].
2. Auparavant, les chants se constituèrent uniquement des textes bibliques. Dorénavant, les chants selon des textes non bibliques étaient possibles. Il s'agissait de l'hymne.
3. La modification la plus importante de saint Ambroise était celle du style de chant liturgique, de sorte que les fidèles puissent chanter la musique sacrée (voir ci-dessous, Chant ambrosien).

Le chant grégorien, plus théologiquement composé, ne suivit pas nécessairement ces disciplines. Contrairement, c'était le concile Vatican II qui confirma des optiques de saint Ambroise :

## Chants régionaux
Désormais, chaque région conservait sa propre tradition du rite et du chant liturgique, jusqu'à ce que la dynastie carolingienne arrive. Même en Italie, il existait trois principales traditions régionales, et le chant papal n'était que celui de Rome.

### Chant ambrosien (Italie du nord)

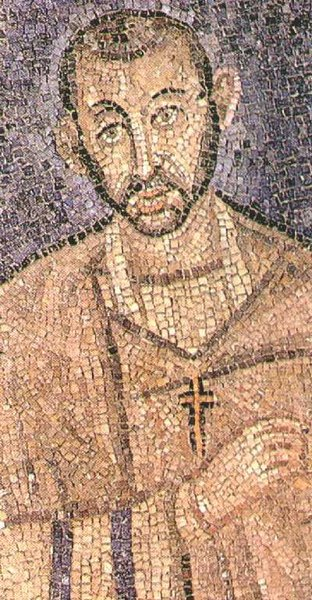
Saint Ambroise changea l'histoire du chant liturgique en Occident. Quoique ses disciplines fussent différentes de celles du chant grégorien, 1600 ans plus tard, le concile Vatican II les appréciait.

Si sa notation n'apparut qu'au XIIIe siècle, la pratique du chant ambrosien se continue depuis le IVe siècle jusqu'ici. En fait, il s'agit du seul chant monodique qui ait pu résister au chant grégorien, en raison de son ancienneté et grâce à son patron, saint Ambroise de Milan. Ainsi, lors de la première réforme cistercienne, l'abbé Étienne Harding envoya, vers 1108, des moines non seulement à Metz mais aussi à Milan. Son objectif était de remanier leur hymnaire, selon les hymnes ambrosiennes authentiques, afin que le livre soit correctement adapté à la règle de saint Benoît ainsi qu'à sa liturgie des Heures.
Avec plusieurs documents sûrs, l'ancienneté du chant ambrosien est incontestable. En outre, il est possible que son exécution ait contribué la création de la Schola cantorum auprès du Vatican. En effet, en demeurant à Milan, le futur pape Célestin Ier s'aperçut que l'évêque Ambroise fit chanter l'hymne Veni redemptor gentium à ses fidèles.
Lorsque saint Ambroise adopta la psalmodie en manière de la liturgie byzantine contemporaine, non seulement la traduction des textes mais également une modification considérable du style furent effectuées. Il inséra un court verset pour répondre au chant du soliste. Celui-ci était composé, autant que possible, sur une mélodie déjà connue. Ce module musical, appelé aujourd'hui répons, était facilement mémorisable et, par conséquent, le peuple fidèle pouvait participer à l'exécution de la psalmodie.

« L'œuvre de saint Ambroise a donc consisté essentiellement en la transformation de la psalmodie sans refrain (in directum) en psalmodie avec refrain (responsoriale), qu'il n'a pas inventée, mais seulement acclimatée à Milan. On comprend que cette transformation ait pu être instantanée, l'air étant connu et le texte vite appris. »

— Dom Jean Claire, Saint Ambroise et la psalmodie : Traces importantes de transformation de la psalmodie sans refrain en psalmodie avec refrain dans le Carême milanais
En 540 environ, saint Benoît de Nursie adopta une règle pour son ordre ; dans cette règle de saint Benoît il est mis :

« Post hæc sequantur laudes ; deinde lectio una Apostoli memoriter recitanda, responsorium, ambrosianum, versus, canticum de Evangelio, litania, et completum est.
(Viendront ensuite les Laudes, puis la leçon de l'Apôtre récitée par cœur, le répons, l'ambrosien, le verset, le cantique de l'Évangile, la litanie, et on terminera.) »

— Règle de saint Benoît, chapitre XIII Comment célébrer l'office du matin aux jours ordinaires (vers 540)

### Chant vieux-romain (Vatican, Rome et ses alentours)
Aujourd'hui, on considère ce répertoire comme étant le chant officiel du pape et de la schola cantorum du IVe siècle jusqu'au début du XIIIe siècle. Il est définitivement remplacé par le chant grégorien sous le pontificat d'Innocent III.

### Chant de Bénéventin (Italie du sud)

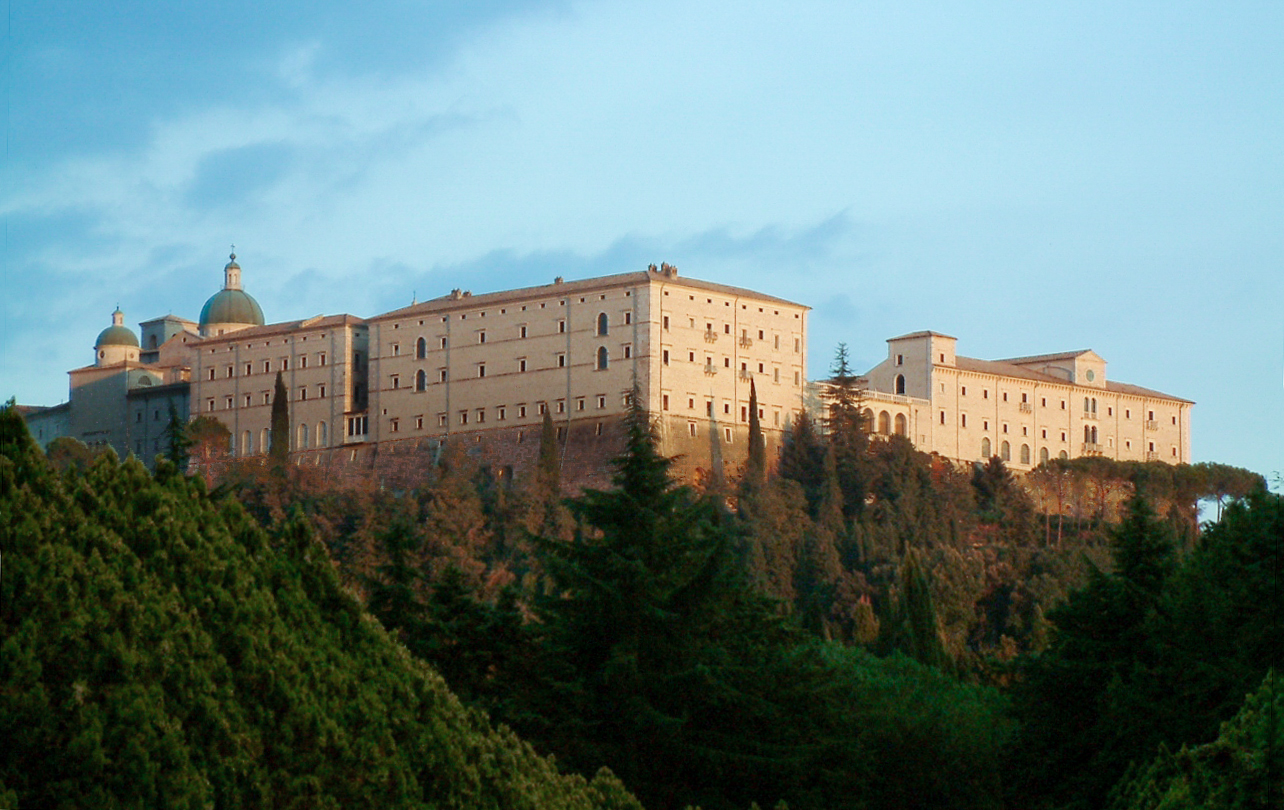
Abbaye du Mont-Cassin fondée par saint Benoît de Nursie. Le pape germanique Étienne IX, réformateur et promoteur du chant grégorien, fut abbé de celle-ci, avant d'être élu en tant que Saint-Père. Il est donc normal qu'il connût effectivement l'usage du chant bénéventain auprès de ce monastère.

La dénomination de ce chant est issue du duché de Bénévent duquel la puissance contribua la croissance du chant, notamment au VIIIe siècle.
Si la structure de la messe bénéventaine ressemble à celle du rite romain, les caractéristiques du rite bénéventain sont considérablement proches du chant ambrosien. On peut imaginer que la racine des deux chants était commune. Ainsi, le chant de Bénévetin contiennent de nombreux textes non bibliques. Le chant d'entrée de celui-ci, sans psalmodie, s'appelait l'ingressa, tout comme le chant de Milan. En comparaison du chant grégorien, le chant bénéventain était moins psalmodique. De plus, il manquait parfois de diversité, sans adapter à la richesse du calendrier liturgique. Par exemple, il ne connaissait qu'une seule mélodie pour tous les Alléluia.
Le chant bénéficiait de ses trois centres : Bénévent, l'abbaye territoriale du Mont-Cassin et Bari, sur la côte adriatique. Par le port de Bari, le chant était sous influence d'autres traditions. Dom René-Jean Hesbert de l'abbaye Saint-Pierre de Solesmes considérait que l'implantation du grégorien avait débuté dans la première moitié du IXe siècle.
La bibliothèque de l'abbaye du Mont-Cassin conserve toutefois un missel noté mais sans ligne et attribué au Xe ou XIe siècle. Les neumes employés n'étaient pas de signes propres, mais il s'agissait quasiment de ceux de l'abbaye de Saint-Gall dont les virga, podatus, clivis, torculus, salicus.
Certes, aux XIe et XIIe siècles encore, plusieurs livres de chant furent copiés avec la notation en ligne. Toutefois, l'usage du chant grégorien fut déjà irrévocablement établi au XIe siècle. En fait, les religieux de la région subissaient des difficultés politiques dans ce siècle. Surtout le nouveau pape Étienne IX, originaire de la Lorraine, interdit le dit chant ambrosien en 1058, en faveur du chant grégorien. Au XIIIe siècle, l'exécution des copies devint moins fréquente, drastiquement. Enfin, le chant disparut définitivement au siècle suivant.
En 2014, l'abbaye de Solesmes publia le XXIIIe tome de la Paléographie musicale consacré à son manuscrit no 542, notamment avec 200 planches en couleurs.

### Chant gallican (dans les pays des Francs)
Ce chant fut officiellement remplacé par le chant romain (chant vieux-romain ainsi que chant messin, donc finalement chant grégorien), en 789 selon l'ordonnance de Charlemagne.

### Chant mozarabe (dans la péninsule Ibérique)
Remplacé par le chant grégorien, ce chant disparaît au XIe siècle.

### Chant irlandais
Faute de notation, il est difficile à reconnaître ceux qui concernent, notamment sa mélodie. La pratique du chant disparut en effet avant que les neumes n'apparaissent.
Il est probable que la tradition du chant irlandais fut importée dans les pays du continent européen par saint Colomban de Luxeuil († 615) avec sa règle de saint Colomban. Un manuscrit du Antiphonaire de Bangor dont la rédaction peut être attribuée à ce saint est conservé auprès de la Bibliothèque Ambrosienne à Milan. Il s'agit du plus ancien témoin du chant irlandais. Le rite irlandais fut rapidement remplacé, à mesure que la règle de saint Benoît, plus adaptée à la vie monastique, se recommandait, surtout à la suite du soutien officiel du pape saint Grégoire Ier († 604).

## Centralisation par Charlemagne

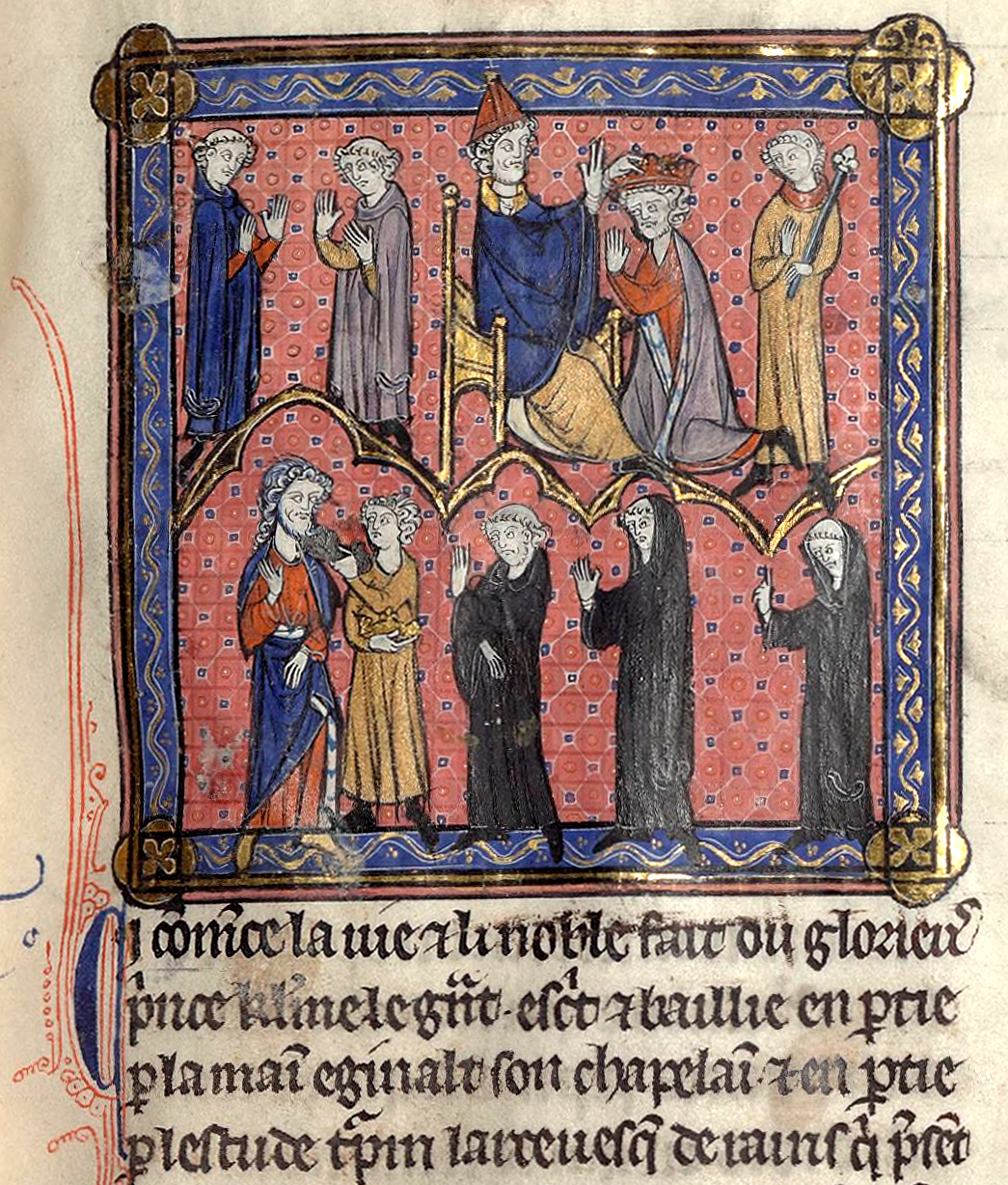
Un grand voyage du pape qui êut traversé les Alpes pour la première fois bouleversa la tradition des chants liturgiques monodiques régionaux. Sacré de Pépin le Bref et de ses enfants, célébré le 28 juillet 754 par le pape Étienne II.

L'implantation du chant liturgique romain, à savoir vieux-romain, débuta en 760. Faute de notation musicale, l'archevêque Remi de Rouen, l'un des frères de Pépin, amena un sous-maître de chapelle de la schola cantorum, Symeoni, de Rome à Rouen,. Mais le centre d'enseignement fut enfin établi à Metz où l'évêque Chrodegang était un grand animateur du rite romain.
Pour Charlemagne, l'héritier de Pépin, il fallait non seulement l'unité politique du territoire mais également celle de la chrétienté latine ainsi que de la culture du royaume. Dans cette optique, il lança une immense centralisation de la liturgie selon le rite romain en 785, soutenue par le pape Adrien Ier. En 789, avec son Admonitio generalis, il ordonna que le chant romain soit dorénavant exécuté dans toutes les églises « pour l'unanimité de l'Église. » En raison des résistances, il fallait que Charlemagne fasse contrôler et inspecter la liturgie, y compris le chant, pratiquée dans les églises paroissiales.

## Qualité du chant grégorien et disparition de la plupart des chants

### Remplacement par le chant grégorien
Il est difficile à expliquer ce phénomène seulement avec la politique de Charlemagne.

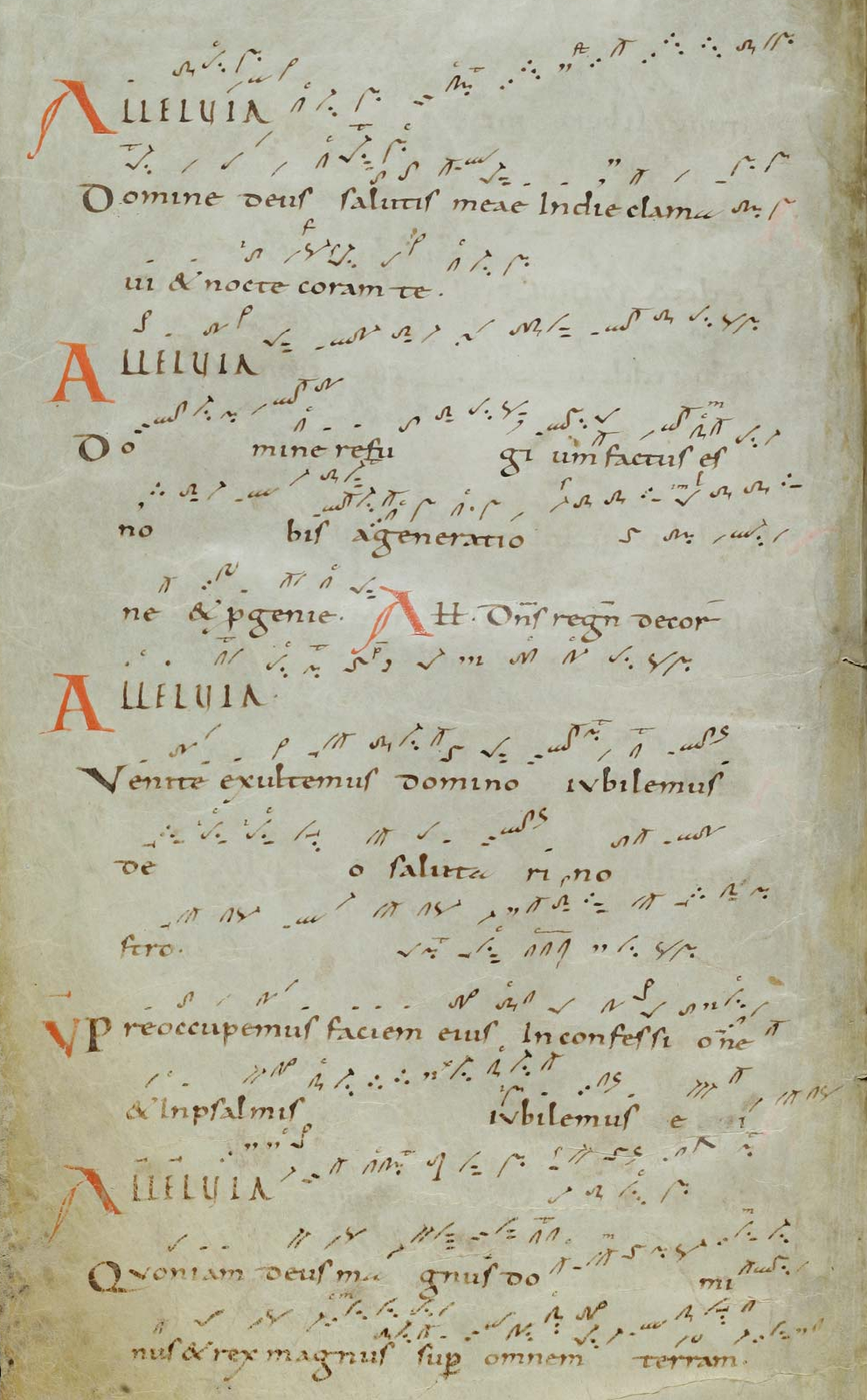
Cantatorium de Saint-Gall (vers 922 - 925), le meilleur manuscrit du chant grégorien réservé aux solistes. Ces Alléluias étaient soigneusement et théologiquement composés. D'une part, il s'agit d'un des plus beaux morceaux du chant grégorien, chantés par les meilleurs chantres juste avant la lecture de l'Évangile. D'autre part, le mélisme est correctement attribué à la syllabe ia, car c'est le diminutif de Yahvé.

« Si vous étudiez un morceau de chant Vieux-Romain, vous ne voyez pas la séparation entre les mots : il y a toujours un petit nuage mélodique à la fin des mots et au début. L'enchaînement des mots est flou. En chant grégorien, ce n'est jamais ainsi. À la fin des mots, vous avez souvent une note seule :  ce procédé de magnifier la finale, de systématiser aussi l'accent est repris à cette époque dans l'Ars bene dicendi. Les qualités déclamatoires du chant grégorien viennent sans doute de cette insistance de l'époque sur la latinité. »

### Bouleversement auprès du Saint-Siège auXIIIesiècle
Au XIIe siècle, le chant grégorien était effectivement exécuté à Rome, à l'exception du Vatican. Donc, dans la ville éternelle, les deux chants coexistaient. Le chanoine Bernarhd, évidemment originaire d'un pays germanique, était un témoin de la basilique Saint-Jean-de-Latran :

« Quand l'Apostolique vient célébrer la messe chez nous, les chanoines sont priés de se mettre au chevet de l'église et de se tenir calmement. Ce jour-là, le prieur ira en ville pour recruter quatre chantres vigoureux parce que nous ne savons pas répondre au chant du pape. »

Il est regrettable que ce document manque de caractéristiques du chant papal. En effet, s'il est fortement probable qu'étaient en usage auprès de la schola cantorum les cinq livres redécouverts du chant vieux-romain, aucune description ne s'y trouve, pour justifier cela. En réalité, en adoptant intégralement le chant grégorien au début du XIIIe siècle, le pape Innocent III ordonna la destruction de vieux livres.

### Apparition de la notation ambrosienne
Au contraire, et assez curieusement, un nombre considérable de chants ambrosiens furent, pour la première fois à ce XIIIe siècle, conservés avec la notation en lignes. Auparavant, ce chant ne possédait aucun manuscrit noté. On ignore encore la raison précise. Néanmoins au XIIIe siècle, les hymnes ambrosiennes furent autorisées par le Saint-Siège, dans le rite romain,.

## Restauration de nos jours
Dom Mocquereau était celui qui découvrit les trois premiers livres du chant vieux-romain à Rome, en 1890. À cette époque-là, personne n'était capable d'expliquer pourquoi il y existait pareillement les deux types de livres de chant selon le rite romain, quasiment identiques à l'exception de la mélodie.